# Bundesunmittelbares Gebiet
Ein bundesunmittelbares Gebiet (bzw. je nach politischem System häufig auch Bundesterritorium, Bundesdistrikt oder ähnlich) ist ein Gebiet in einem Bundesstaat, das zu keinem der Gliedstaaten gehört, sondern direkt dem Bund untersteht. Bundesterritorien, die die Bundeshauptstadt und evtl. das engere Umland umfassen, bezeichnet man als Hauptstadtdistrikte.
Gegenbegriff ist derjenige des bundesfreien Gebietes, das heißt eines Gebietes, das zu dem Einzelstaat (eines Bundesgesamtstaates oder Staatenbundes) gehört, nicht jedoch zu dem Bund selbst.

## Staaten mit bundesunmittelbaren Gebieten
- Argentinien
  - Bundesdistrikt Buenos Aires
- Australien
  - Hauptstadtterritorium
  - Jervis-Bay-Territorium
  - Nordterritorium
  - Australische Außengebiete
    - Ashmore- und Cartier-Inseln
    - Australisches Antarktis-Territorium (international nicht anerkannt)
    - Heard und McDonaldinseln
    - Kokosinseln
    - Korallenmeerinseln
    - Norfolkinsel
    - Weihnachtsinsel
- Bosnien und Herzegowina
  - Brčko-Distrikt (de facto, offiziell Kondominium der beiden Entitäten (Landesteile))
- Brasilien
  - Bundesdistrikt
- Deutschland ( Deutsches Kaiserreich 1871–1918)
  - Reichsland Elsaß-Lothringen (bis 1911)
- Indien (Unionsterritorium)
  - Andamanen und Nikobaren
  - Chandigarh
  - Dadra und Nagar Haveli und Daman und Diu
  - Delhi
  - Jammu und Kashmir
  - Ladakh
  - Lakshadweep
  - Puducherry
- Kanada
  - Nordwest-Territorien
  - Nunavut
  - Yukon
- Malaysia
  - Kuala Lumpur (Hauptstadt)
  - Putrajaya (Regierungssitz)
  - Labuan
- Nigeria
  - Hauptstadtterritorium
- Norwegen
  - Spitzbergen
  - Jan Mayen
  - Bouvetinsel
- Pakistan
  - Hauptstadtterritorium Islamabad
  - Stammesgebiete unter Bundesverwaltung (bis 2018)
  - Gilgit-Baltistan
- Vereinigte Staaten
  - District of Columbia (Hauptstadtdistrikt)
  - verschiedene Territorien (1789–1959)
  - verschiedene Außengebiete
- Venezuela
  - Distrito Capital (Caracas)
  - Abhängige Bundesgebiete (Dependencias Federales)

## Situation in Deutschland
In Deutschland existieren heute keine bundesunmittelbaren Gebiete mehr. Das Staatsgebiet der Bundesrepublik Deutschland (Bundesgebiet) ergibt sich aus der Gesamtheit der Staatsgebiete ihrer Länder. Anders als in anderen (oben genannten) Bundesstaaten gibt es in Deutschland keinen Teil des Bundesgebiets, der nicht zugleich Gebiet eines Landes wäre.
Im Rahmen der sogenannten Föderalismusreform I wurde diskutiert, Berlin als Hauptstadt des Bundes oder einen Teil davon zu einem bundesunmittelbaren Gebiet zu machen. Diese Pläne wurden aber nicht zuletzt vom Land Berlin selbst aus verfassungsrechtlichen Gründen abgelehnt, weil das Grundgesetz in seinem Artikel 79 Absatz 3 bundesunmittelbare Gebiete nicht zulässt. Stattdessen wurde in das Grundgesetz eine Hauptstadtklausel aufgenommen, der zufolge die Repräsentation des Gesamtstaates in der Hauptstadt Aufgabe des Bundes ist. Allerdings sind die vom Bundestag genutzten Liegenschaften von der Hoheitsgewalt des Landes Berlin weitgehend ausgenommen, so wird z. B. die Polizeihoheit dort vom Präsidenten des Bundestags durch eine eigene Polizei beim Deutschen Bundestag wahrgenommen.
Zwar stehen die Bundeswasserstraßen nach Art. 89 Abs. 1 GG in Verbindung mit dem Gesetz über den Staatsvertrag betreffend den Übergang der Wasserstraßen von den Ländern auf das Reich von 1921 sowie den dazu erlassenen bundesrechtlichen Regelungen im privaten Eigentum der Bundesrepublik Deutschland; außerdem nimmt der Bund gemäß Art. 89 Abs. 2 GG die Verwaltung der Bundeswasserstraßen in eigener Verwaltung wahr. Die Bundeswasserstraßen, insbesondere auch die Wasserflächen von Nord- und Ostsee innerhalb des deutschen Hoheitsgebietes, der 12-Meilen-Zone, gehören aber staatsrechtlich trotzdem zum Hoheitsgebiet der Länder, die dort im Rahmen ihrer Gesetzgebungs- und Verwaltungskompetenzen neben dem Bund Hoheitsrechte ausüben. Ein bundesunmittelbares Gebiet besteht also auch im Küstenmeer nicht.
In der Ausschließlichen Wirtschaftszone (200-Meilen-Zone) Deutschlands auf See nimmt nur der Bund hoheitliche Aufgaben wahr, nicht auch die Länder. Da die Ausschließliche Wirtschaftszone aber nicht mehr zum Staatsgebiet der Bundesrepublik Deutschland gehört, ist sie also auch kein bundesunmittelbares Gebiet.

## Situation in Österreich
Während der austrofaschistischen Diktatur des Ständestaates (1934–1938) wurde die Bundeshauptstadt Wien zur „bundesunmittelbaren Stadt“ erklärt und ihre demokratische Stadtverwaltung des Amtes enthoben. Ihren Doppelstatus als Land und Gemeinde behielt sie aber bei.